# Eutífron
L'Eutífron o Eutifró és un diàleg platònic, del primer període de la vida de Plató, abans del primer viatge a Siracusa. Els interlocutors del diàleg són Eutifró i el mateix Sòcrates, conversant ambdós en solitari.
Se saben molt poques coses d'Eutifró, un personatge presumptivament real. Segons el diàleg, Eutifró és un amic real de Sòcrates, però se saben tan poques coses (o cap) d'ell fora del diàleg, que algú podria suposar que Eutifró és només una invenció literària per explicar idees socràtiques. Quelcom similar passa amb Càlicles, un personatge suposadament real segons els diàlegs de Plató, però pràcticament desconegut fora d'aquests mateixos.
En aquest diàleg, Sòcrates assisteix al tribunal d'Atenes per respondre contra l'acusació criminal de què se l'acusa: corrupció de la joventut i invenció de noves divinitats. En canvi, Eutifró hi va, no per ser acusat, sinó per acusar son propi pare, a qui fa responsable de la mort d'un assassí, amb el qual el seu pare mateix va cometre mort per omissió d'auxili.

Sòcrates inicia un debat amb Eutifró. Aviat el "tàvec d'Atenes" porta la conversació cap al punt que li interessa: la definició de la idea de pietat: 
| « | Doncs, de res serveix que els déus politeistes t'expliquin, Eutifró, el que és just i el que és injust, si ni tan sols em saps explicar què és la pietat mateixa. | » |

Una de les conclusions a què arriba Sòcrates, mentre Eutifró constantment dona afirmacions positives a les seves preguntes, és que 
| « | els déus volen la pietat, no perquè la volen per si mateixa, sinó perquè la pietat és bona. | » |

 És a dir: que és l'essència de la pietat el que motiva els déus i no pas els déus els qui redefineixen què és i què no és la pietat. També s'arriba a la conclusió que els déus no tenen necessitat de tot allò que puguin donar-los els humans amb els temples i les pregàries; en certa manera, hom pot dir que els déus són autàrquics (les pregàries agraden als déus, però aquests poden prescindir totalment de tenir-les).
Al final del diàleg descrit per Plató, Eutifró, no sabent com contestar a les rèpliques socràtiques, s'acomiada bruscament de Sòcrates i marxa per les seves cap a alguna direcció.
El personatge d'Eutifró no apareix en cap altre dels "diàlegs", de forma que no se'n sap molta cosa. Sembla evident que l'Eutifró, personatge real o fictici, va ser una arma que el Plató jove va utilitzar al seu favor amb la intenció de desprestigiar la religió oficial de l'Atenes del seu temps (la de Zeus, Afrodita, Hèracles…) i, hom pensa, obrir pas a una nova religiositat.